# كاستلتيرميني
كاستلتيرميني (بالإيطالية: Casteltermini)‏ هي بلدية في مقاطعة أغريجنتو في صقلية الإيطالية.

## السكان
في سنة 1861 بلغ عدد السكان 7٬549 نسمة، وتطور العدد ليصل في سنة 2011 لـ 8٬422 نسمة.
يظهر هذا المخطط البياني تطور النمو السكاني لـ كاستلتيرميني

## أعلام
- نيكولو كاكياتوري